# Nemzeti Atlétikai Központ
A Nemzeti Atlétikai Központ sportrendezvények lebonyolítására alkalmas létesítmény. A központ Budapest IX. kerületében és a Csepel-sziget északi részén, a Ráckevei-Duna és a Duna partja mellett található.

## Története

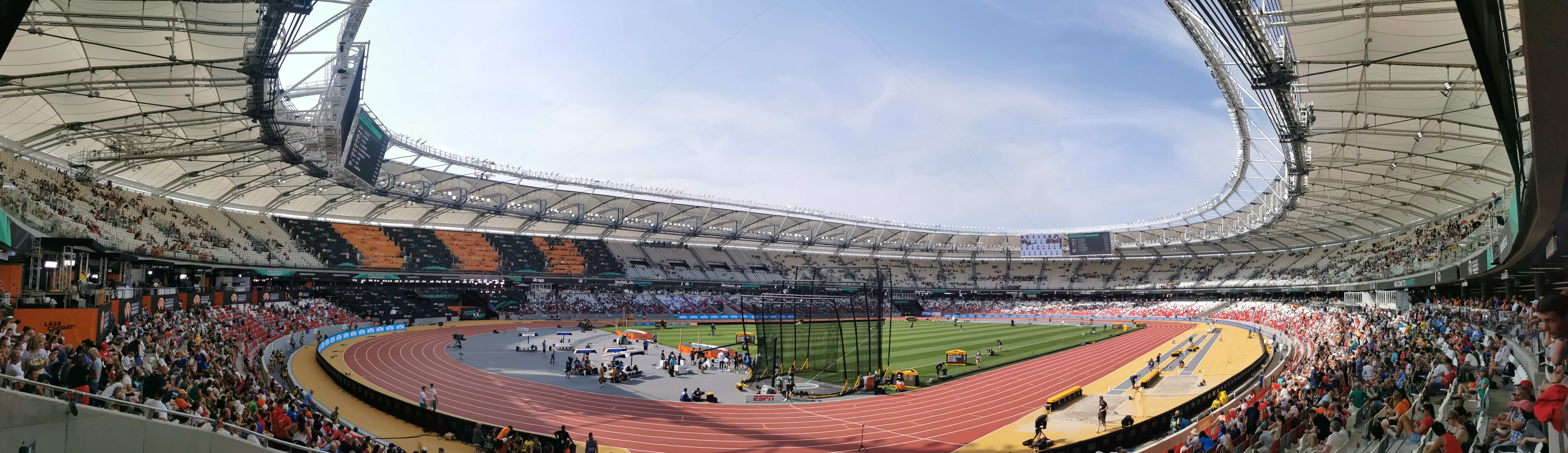
A Nemzeti Atlétikai Központ stadionja az Atlétikai világbajnokság alatt

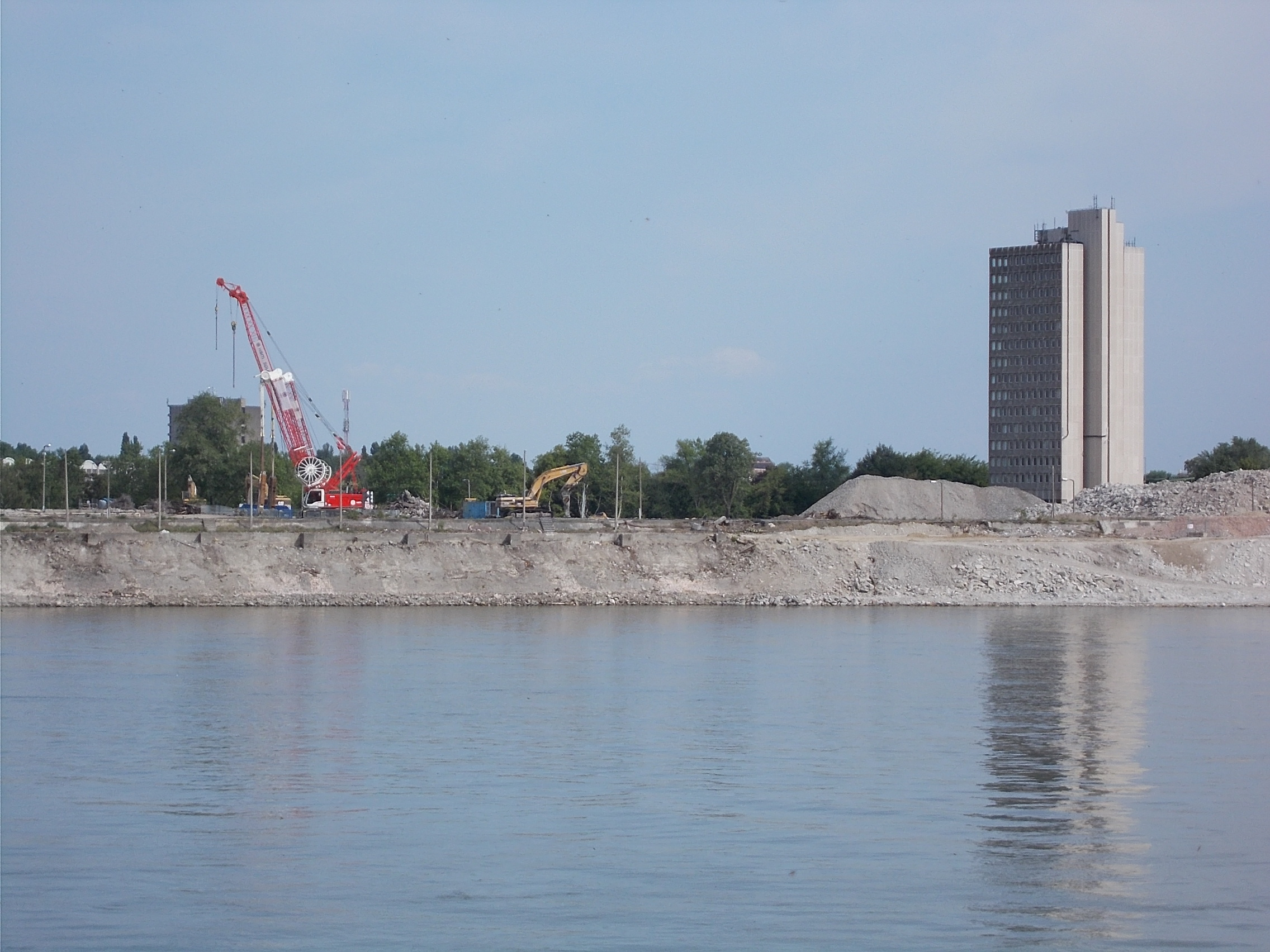
A VITUKI 2020-ban lebontott tornya

2017 szeptemberében a Magyar Atlétikai Szövetség az újonnan felépülő stadionnal megpályázta a 2023-as atlétikai világbajnokság rendezésének jogát. 2018. december 4-én az IAAF bejelentette, hogy Budapest elnyerte a 2023-as atlétikai világbajnokság rendezését.
A stadion helyén az 1886-ban alapított Vízrajzi Szolgálatból 1952-ben megszervezett Vízgazdálkodási Tudományos Kutató Intézet (VITUKI) telepe üzemelt. Az 1976-ban épült toronyházát 2020 decemberében bontották le. Ezzel párhuzamosan indult az új stadion kivitelezése. A létesítmény kapacitását 35 000 fő befogadására tervezték a világbajnokság ideje alatt, amit a sportesemény után 15 000 férőhelyesre csökkentettek.
A 204 milliárd forintos beruházás keretében nemcsak stadion épült, hanem szabadtéri atlétikai edzőpályák, klubház, dobófészer és lelátó is, valamint az aréna mellett egy kisebb park és egy gyalogos/kerékpáros híd is létesült. 2022 nyarán a kormány majdnem 8 milliárd forinttal, majd ősszel még 27 milliárd forinttal növelte a beruházás költségvetését, igy az már meghaladta a 238 milliárd forintot. 2022. december 1-jén az 1598/2022. (XII. 1.) Korm. határozat tovább emelte a beruházás összegét, amely így már meghaladta a 246 milliárd forintot is.
2023. június 17-én átadták a létesítményt és tőle délre, a Ráckevei-Duna ágon a felújított Kvassay-zsilipet. Július 7–8-án rendezték az első versenyt, a 2023-as magyar atlétikai bajnokságot. Az első győztes Márton Anita lett női diszkoszvetésben.

## Megközelíthetőség
A létesítmény közelében nem lehet autóval, busszal parkolni.
Közösségi közlekedéssel:
| Járat                         | Megálló                   | Távolság               |
| ----------------------------- | ------------------------- | ---------------------- |
| 1                             | Közvágóhíd                | 700 m (gyalog 10 perc) |
| 2, 24                         | Közvágóhíd                | 600 m (gyalog 8 perc)  |
| 54, 55, 223E, 224, 224E, 255E | Közvágóhíd                | 600 m (gyalog 8 perc)  |
|                               | Közvágóhíd                | 600 m (gyalog 9 perc)  |
| 179 (csak hétköznap)          | Nemzeti Atlétikai Stadion | 300 m (gyalog 3 perc)  |